# Dermanyssiae
Sous-cohorte
Les Dermanyssiae Leach, 1815 sont une sous-cohorte d'acariens Mesostigmata, plus de 5000 espèces sont répertoriées.

## Classification
- Ascoidea
- Dermanyssoidea
- Eviphidoidea
- Phytoseioidea
- Rhodacaroidea
- Veigaioidea